# Enians
Els enians (en grec antic Αινιἂνες) eren un poble de Tessàlia. La seva ciutat principal era Hipata.
Segons diu Homer al "Catàleg de les naus" a la Ilíada, formaven part d'un dels contingents que van anar van anar a la guerra de Troia. Estaven dirigits, juntament amb els perrebeus, per Guneu.
Segons Estrabó, vivien al costat dels perrebeus fins que van ser expulsats pels làpites cap al mont Eta, on es van instal·lar vora el riu Esperqueu, i on tenien per veïns els locris epicnemidis, encara que alguns es van establir a Cifos.
Era un dels pobles que formava part de la Lliga Amfictiònica de Delfos, i com altres membres d'aquesta amfictiònica van col·laborar amb els perses quan Xerxes va envair Grècia. Segons diu Tucídides, els enians, juntament amb els melieus, els dolops i alguns tessalis van derrotar a la ciutat d'Heraclea Traquínia l'any 420/419 aC, que els espartans havien fundat feia poc.